# Papenberg-Instrument

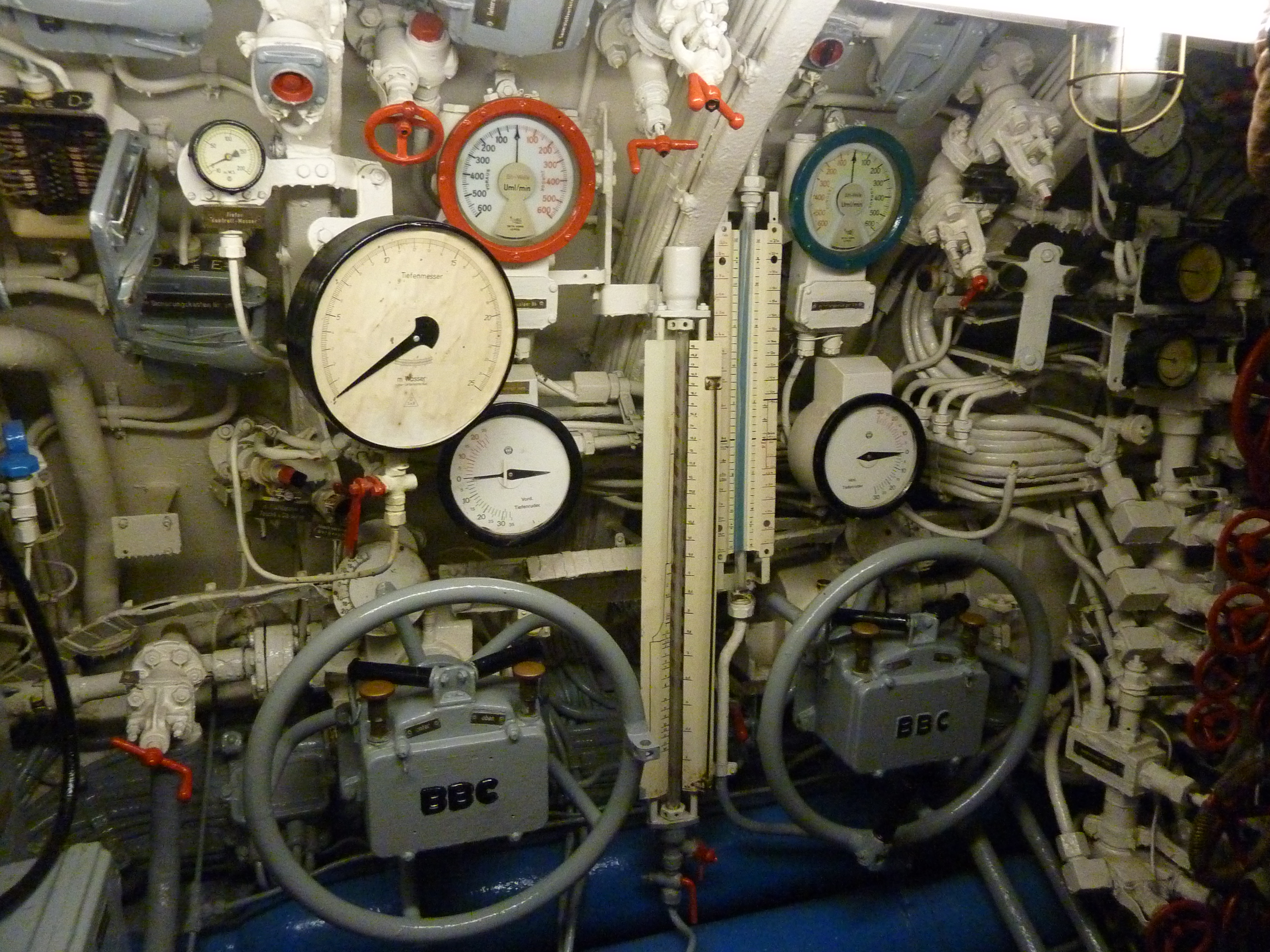
Papenberg-Tiefenmesser zwischen den beiden großen Handrädern für die Tiefenruder in U-995

Das Papenberg-Instrument ist ein zwischen 1935 und 1941 erfundenes Messgerät, welches auf U-Booten eingesetzt wurde und noch heute bei Booten der U-Boot-Klasse 206 eingesetzt wird, um das Boot möglichst genau auf gleicher Tiefe für den Einsatz des Periskops oder Schnorchels zu halten, das heißt ohne dass der Turm mit der Brücke die Wasseroberfläche durchbricht oder der Schnorchel und das Periskop mit dem oberen Prisma eintaucht.
Dabei zeigt ein senkrechtes Schauglas mittels Wassersäule die Position des Bootes gegenüber der Wasseroberfläche an, zur besseren Orientierung ist neben dem Schauglas die Silhouette des Turmes mit ausgefahrenem Periskop/Schnorchel abgebildet.
Da die Wassersäule aktuelle Druckveränderungen zeitlich näher und präziser als der Tiefenmesser anzeigt, ist es dem Rudergänger früher und genauer möglich, eventuellen Veränderungen in der Tiefenlage des Bootes durch Betätigung der Tiefenruder oder Korrektur der Trimmung zu begegnen.
Man findet das Gerät zwischen den beiden Ruderständen eines U-Bootes.
Das Papenberg-Instrument wurde nach seinem Erfinder benannt, dem deutschen Marineingenieur Heinrich Papenberg (13. Januar 1876–nach 1941). Er diente im Ersten Weltkrieg als Halbflotteningenieur bei der 3. Uboots-Halbflottille und war später Stabsingenieur in der Kaiserlichen Marine bis zu deren Auflösung 1919.  In der Zwischenkriegszeit war er im Auftrag des Ingenieurskantoor voor Scheepsbouw (IvS) als verantwortlicher Ingenieur an U-Boot-Entwicklungen für die Türkei, Spanien und Finnland beteiligt, u. a. an der Vesikko, wofür ihm der Finnische Orden der Weißen Rose zuerkannt wurde. 1935 trat Papenberg in die Kriegsmarine ein. Zum Korvettenkapitän (Ing.) befördert, war er schließlich Chef der Marinebauaufsicht U-Boote im Oberkommando der Marine (OKM). 